# Гесс, Вольф Рюдигер
Вольф Рюдигер Гесс (нем. Wolf Rüdiger Heß; 18 ноября 1937, Мюнхен — 24 октября 2001, Мюнхен) — немецкий архитектор, сын Рудольфа Гесса и Ильзы Гесс.

## Биография
Вольф Рюдигер Гесс — единственный законорождёный ребёнок в семье Гессов, его крёстным отцом стал Адольф Гитлер. Имя мальчика имело также особое значение: Вольф — прозвище Гитлера в юности, имя Рюдигер ассоциировалось с именем отца. После рождения мальчика каждого гауляйтера обязали прислать его родителям по горсти «родной земли», чтобы мальчик начал свою жизнь символически на всей немецкой земле. Эта церемония также символизировала радость Германии по поводу долгожданного потомства в доме Гессов.
После того, как Рудольф Гесс совершил перелёт в Шотландию, его супруга с сыном переехали в 1941 году в Обердорф. В 1947 году Вольф Рюдигер пошёл учиться в гимназию, с середины 1950-х годов получал архитектурное образование.
3 июня 1947 года мать Вольфа Рюдигера Ильза была арестована и помещена в лагерь в Аугсбурге. До её освобождения 24 марта 1948 года Вольф Рюдигер воспитывался у тётки.
Вольф Рюдигер Гесс посвятил свою жизнь освобождению и реабилитации отца. После смерти Рудольфа Гесса в 1987 году в заключении в тюрьме Шпандау он заявил о том, что отец не покончил жизнь самоубийством, а был убит британской спецслужбой МИ-6, чтобы воспрепятствовать публикации неприятных фактов о перелёте Гесса в Англию в 1941 году. Вольф Рюдигер Гесс опубликовал несколько книг о своём отце, в которых тот предстаёт миротворцем. Вольф Рюдигер Гесс основал общественную организацию «Свободу Рудольфу Гессу», переименованную после смерти отца в «Общество Рудольфа Гесса», в котором -по его собственным данным- состояло около 500 человек.
Вольф Рюдигер Гесс был женат, у него родилось трое детей. Умер в одной из мюнхенских клиник после серии операций на сердце. Его супруга Андреа возглавила общественную организацию после смерти мужа.